# Psychologie militaire
 (novembre 2015).
Si vous disposez d'ouvrages ou d'articles de référence ou si vous connaissez des sites web de qualité traitant du thème abordé ici, merci de compléter l'article en donnant les références utiles à sa vérifiabilité et en les liant à la section « Notes et références ».
Pour les articles homonymes, voir Psychologie (homonymie).
La psychologie militaire est la recherche, la mise en place, et l'application de théories psychologiques et de données empiriques afin de comprendre, prévoir et retracer des comportements, aussi bien chez les forces alliées ou ennemies que dans la population, qui pourraient être indésirables, menaçants ou dangereux pour le déroulement des opérations militaires.